# عبد الله بن علوي العطاس
عبد الله بن علوي العطاس (1840 - 1929) تاجر عربي في جزر الهند الشرقية. كان ذا طموح في إنهاض الأمة، وله أشعار استنهاضية وأياد بيضاء في عدد من الأمور الاجتماعية، منها أنه دفع للحاج أحمد دحلان عشرين ألف روبية هولندية لإقامة الجمعية المحمدية لمواجهة التنصير الذي انتشر جاكرتا. ومن أبنائه إسماعيل العطاس الذي كان عضوا في مجلس الشعب (فولكسراد ‏) عن العرب.

## نسبه
عبد الله بن علوي بن عبد الله بن محسن بن أبي بكر بن أحمد بن علي بن حسين بن عمر بن عبد الرحمن العطاس بن عقيل بن سالم بن عبد الله بن عبد الرحمن بن عبد الله بن عبد الرحمن السقاف بن محمد مولى الدويلة بن علي بن علوي الغيور بن الفقيه المقدم محمد بن علي بن محمد صاحب مرباط بن علي خالع قسم بن علوي بن محمد بن علوي بن عبيد الله بن أحمد المهاجر بن عيسى بن محمد النقيب بن علي العريضي بن جعفر الصادق بن محمد الباقر بن علي زين العابدين بن الحسين السبط بن الإمام علي بن أبي طالب، والإمام علي زوج فاطمة بنت محمد ﷺ.
فهو الحفيد 35 لرسول الله محمد ﷺ في سلسلة نسبه.